# Filologia Polska (czasopismo)
Filologia Polska (pełny tytuł: Filologia Polska. Roczniki Naukowe Uniwersytetu Zielonogórskiego) – polskie czasopismo naukowe wychodzące na Uniwersytecie Zielonogórskim od roku 2015 i redagowane przez pracowników Instytutu Filologii Polskiej na Wydziale Humanistycznym. Tematyka publikowanych na jego łamach artykułów mieści się w obszarze wiodących w jednostce dyscyplin polonistycznych, językoznawstwa oraz literaturoznawstwa, ale także pokrewnych (historia, nauki o kulturze i religii), dzięki czemu kolejne numery nabierają charakteru interdyscyplinarnego.
Rocznik (choćby poprzez jego tytuł) odwołuje się do tradycji dwu dawniejszych serii wydawniczych, mianowicie „Filologii Polskiej” wydawanej przez Wyższą Szkołę Pedagogiczną w Zielonej Górze (w ramach „Studiów i Materiałów”) w latach 1975-1999 (dziesięć tomów), a następnie przez Uniwersytet Zielonogórski, kiedy to w okresie 2003-2013 wyszło pięć zeszytów.
Na łamach periodyku swoje materiały zamieszczają przede wszystkim poloniści, nadto slawiści, historycy, historycy sztuki, religioznawcy. Studia w większości ukazują się w języku polskim, zarazem po angielsku, niemiecku, rosyjsku, serbsku, ukraińsku. W trakcie opracowywania kolejnych numerów stały zespół redakcyjny każdorazowo wspierany jest przez redaktorów naukowych, którzy opracowują tematycznie sprofilowane zaproszenie do rocznika, w efekcie poszczególne zeszyty zyskują walor cyklu większych bądź mniejszych monografii (poświęconych np. życiu i twórczości Elizy Orzeszkowej, Adama Mickiewicza, Henryka Sienkiewicza, Bolesława Leśmiana, Mikołaja Reja czy wartościom w tekstach kultury).
Artykuły oraz numery rocznika wyposażone są w unikalne identyfikatory DOI (prefiks: 10.34768 do roku 2023 za sprawą DataCite; od kolejnego dzięki współpracy z Crossref to: 10.61827), natomiast publikacja składanych przez autorów materiałów odbywa się na warunkach Creative Commons / Uznanie autorstwa – Użycie niekomercyjne – Bez utworów zależnych 4.0 Międzynarodowe (CC BY-NC-ND 4.0).
Strukturę tomów wyznaczają obecne zawsze dwie zasadnicze sekcje: obszerne „Studia i Materiały” oraz skromniejsze „Regionalia Lubuskie”. Ponadto: „Opinie”, „Recenzje”, „Varia”, „Obszary Trzecie”.  Zawartość głównej części poszczególnych roczników wypełniają rozprawy nadesłane w odpowiedzi na cyklicznie formułowane zaproszenia.
Redakcję periodyku stale wspiera Rada naukowa oraz Zespół recenzencki, którego członkami są wyłącznie badacze nieafiliowani przy Uniwersytecie Zielonogórskim.
Rocznik publikowany jest hybrydowo, dlatego też ukazuje się w postaci tradycyjnej, papierowej (która jest formą podstawową czasopisma) i jednocześnie dostępny jest on-line poprzez oficjalny serwis internetowy „Filologii Polskiej”, co m.in. wpisuje czasopismo w idee open access, w efekcie czasopismo otrzymało wyróżnienie „Diamentowy otwarty dostęp”. Redakcja ściśle współpracuje z Zielonogórską Biblioteką Cyfrową i Repozytorium Biblioteki Uniwersytetu Zielonogórskiego (zarejestrowanymi w OpenDOAR) oraz Oficyną Wydawniczą Uniwersytetu Zielonogórskiego. Wybrane numery periodyku ukazują się jako efekt współdziałania (w różnym rozmiarze) z podmiotami zewnętrznymi – z Towarzystwem Literackim im. Adama Mickiewicza (w 2016 roku), Fundacją Wisławy Szymborskiej (w 2023 roku), czeskim Muzeum Narodowym w Pradze (w 2024 roku).
„Filologia Polska” jest indeksowana i/lub archiwizowana w ramach kilkudziesięciu platform zewnętrznych (baz referencyjnych bądź repozytoriów) m.in.: Academic and Scholarly Research Publication Center (EuroPub), Academic Journals, Academica,, Repozytorium Uniwersytetu Zielonogórskiego, WorldCat.org, Zielonogórska Biblioteka Cyfrowa (ZBC). Tytuł znajduje się na ministerialnej liście czasopism punktowanych.
Serwis internetowy rocznika funkcjonuje w środowisku PKP OJS (Simon Fraser University), co umożliwia zoptymalizowanie procesów wydawniczych, a także automatyczny (i natychmiastowy) masowy transfer (meta)danych do baz referencyjnych (pliki typu jats, xml; harvesting).
Łamy czasopisma udostępniono także w celach dokumentacyjnych, w związku z czym w kolejnych numerach systematycznie pojawiają się rejestry bibliograficzne dokonań naukowych lubuskiego środowiska polonistycznego, sprawozdania z realizowanych inicjatyw oraz prezentacje sylwetek badaczy związanych z rocznikiem i Instytutem Filologii Polskiej Uniwersytetu Zielonogórskiego – Maria Januszewicz, Małgorzata Mikołajczak, Anna Szóstak, Marzanna Uździcka, Jerzy Brzeziński, Marian Bugajski, Czesław Paweł Dutka, Leszek Libera, Krzysztof Maćkowiak, Władysław Magnuszewski, Józef Tomasz Pokrzywniak, Ireneusz Sikora. Od roku 2023 ukazuje się także almanach rocznika, wyłącznie w wersji on-line, w jego treści dominują materiały archiwalne oraz źródłowe.

## Redaktorzy naczelni
- Radosław Sztyber, Uniwersytet Zielonogórski (redaktor naczelny od roku 2014)[40]